# Marriott Henry Brosius
Marriott Henry Brosius (7 tháng 3 năm 1843 - 16 tháng 3 Năm 1901) là dân biểu của đảng Cộng hòa Hạ viện Hoa Kỳ đại diện hco bang Pennsylvania.

## Học vấn và nghĩa vụ quân sự
Marriott Brosius sinh ra ở thị trấn Colerain, quận Lancaster thuộc bang Pennsylvania, Hoa Kỳ. Ông đã theo học Học viện của Thomas Baker tại Colerain Township. Trong cuộc nội chiến Hoa Kỳ, ông gia nhập vào Trung đội K, Trung đoàn 79, Quân tình nguyện Pennsylvania, vào tháng 10 năm 1861, trong ba năm, và tái gia nhập tháng 5 năm 1864. Ông được xuất ngũ danh dự vào tháng 12 năm 1864. Vào ngày 28 tháng 2 năm 1865, ông được thăng hàm thiếu úy vì hành động dũng cảm trên chiến trường. Sau chiến tranh, ông theo học tại Trường Trung cấp Tiểu bang tại Millersville, Pennsylvania, và khoa luật của Đại học Michigan tại Ann Arbor. Ông được nhận vào hội luật sư vào năm 1868 và bắt đầu hành nghề luật tại Lancaster, Pennsylvania.

## Hạ viện
Brosius được bầu làm Đảng Cộng hòa cho đảng trong Hạ viện kỳ 51 lần đầu tiên và trong sáu kỳ Quốc hội. Ông là chủ tịch Ủy ban Hạ viện Hoa Kỳ về Cải cách trong Dịch vụ Dân sự trong các Đại hội Năm mươi bốn và Năm mươi Năm, và của Ủy ban Ngân hàng và Tiền tệ Hạ viện Hoa Kỳ trong Quốc hội kỳ thứ 56. Ông phục vụ cho đến khi ông qua đời tại Lancaster năm 1901. Ông được an táng trong Nghĩa trang Greenwood.